# Минкин, Виктор Алексеевич
Виктор Алексеевич Минкин (9 июля 1947, д. Малиновка, Можарский район, Рязанская область — 25 апреля 2022, Рязань) — советский и российский живописец. Народный художник Российской Федерации (2007), член-корреспондент Российской академии художеств (2012), член Союза художников России.

## Биография
Родился 9 июля 1947 года в д. Малиновка Можарского (ныне Путятинского) района Рязанской области, детство провёл в расположенном рядом селе Унгор (1958—1961), где окончил семилетнюю школу. Отец работал в сельсовете, затем колхозе и совхозе, мать трудилась сельской учительницей. В семье также воспитывались сёстры Татьяна и Вера.
В 1966 году с отличием окончил педагогическое отделение Рязанского художественного училища (1961—1966; преподаватели: Б. П. Кузнецов, А. Н. Молчанов, П. И. Будкин. Дипломная работа «После выпускного вечера» (руководитель П. И. Будкин)). В 1973 году окончил Институт живописи, скульптуры и архитектуры им. И. Е. Репина АХ СССР (мастерские А. А. Мыльникова, В. М. Орешникова, Б. С. Угарова, В. А. Горба, В. И. Рейхета, А. А. Деблера. Дипломная работа «Деревня строится» (руководитель В. М. Орешников)). В 1973 году преподавал в Рязанском художественном училище.
С 1974 года — постоянный участник областных, республиканских, всесоюзных, зональных и всероссийских выставок, экспонировался в Российской Академии художеств в Москве, Научно-исследовательском музее Российской Академии художеств в Санкт-Петербурге, в музеях и выставочных залах Рязани, Тулы, Коломны, Воронежа, Липецка, Кирова, Йошкар-Олы, Смоленска, Орла, Белгорода.
Виктор Минкин посвятил себя прославлению сельской глубинки, тружеников земли Рязанской. Центральное место в его творчестве занимал пейзаж, работал в жанре портрета и натюрморта. Для мастера характерна лаконичность образов и композиций, лёгкая, как бы дымчатая манера письма, наиболее проявившаяся в работах позднего периода.
Произведения художника хранятся в Государственной Третьяковской галерее, Государственном Русском музее, Государственном музее-заповеднике С. А. Есенина, Воронежском областном художественном музее им. И. Н. Крамского, Липецкой областной картинной галерее, Рязанском государственном областном художественном музее им. И. П. Пожалостина, Рязанском историко-архитектурном музее-заповеднике, в Тульском музее изобразительных искусств, Кировском областном художественном музее им. В. М. и А. М. Васнецовых, Музее изобразительных искусств Республики Марий Эл, в выставочном зале «Родина» г. Белгород и других коллекциях.
Жил и работал в Рязани.
Скончался 25 апреля 2022 года после продолжительной болезни. Прощание с художником состоялось 26 апреля 2022 года в выставочном зале Рязанского художественного музея, отпевание — на следующий день в храме села Унгор, похоронен на местном кладбище.

## Признание и награды
- 1994 — Заслуженный художник Российской Федерации — за заслуги в области изобразительного искусства
- 1997 — Серебряная медаль Российской Академии художеств
- 1998 — Медаль «В память 850-летия Москвы»
- 2007 — Народный художник Российской Федерации[5]
- 2012 — Член-корреспондент Российской академии художеств
- 2017 — Золотая медаль имени В. И. Сурикова «За выдающийся вклад в изобразительное искусство России»[6]